# Maria Becker

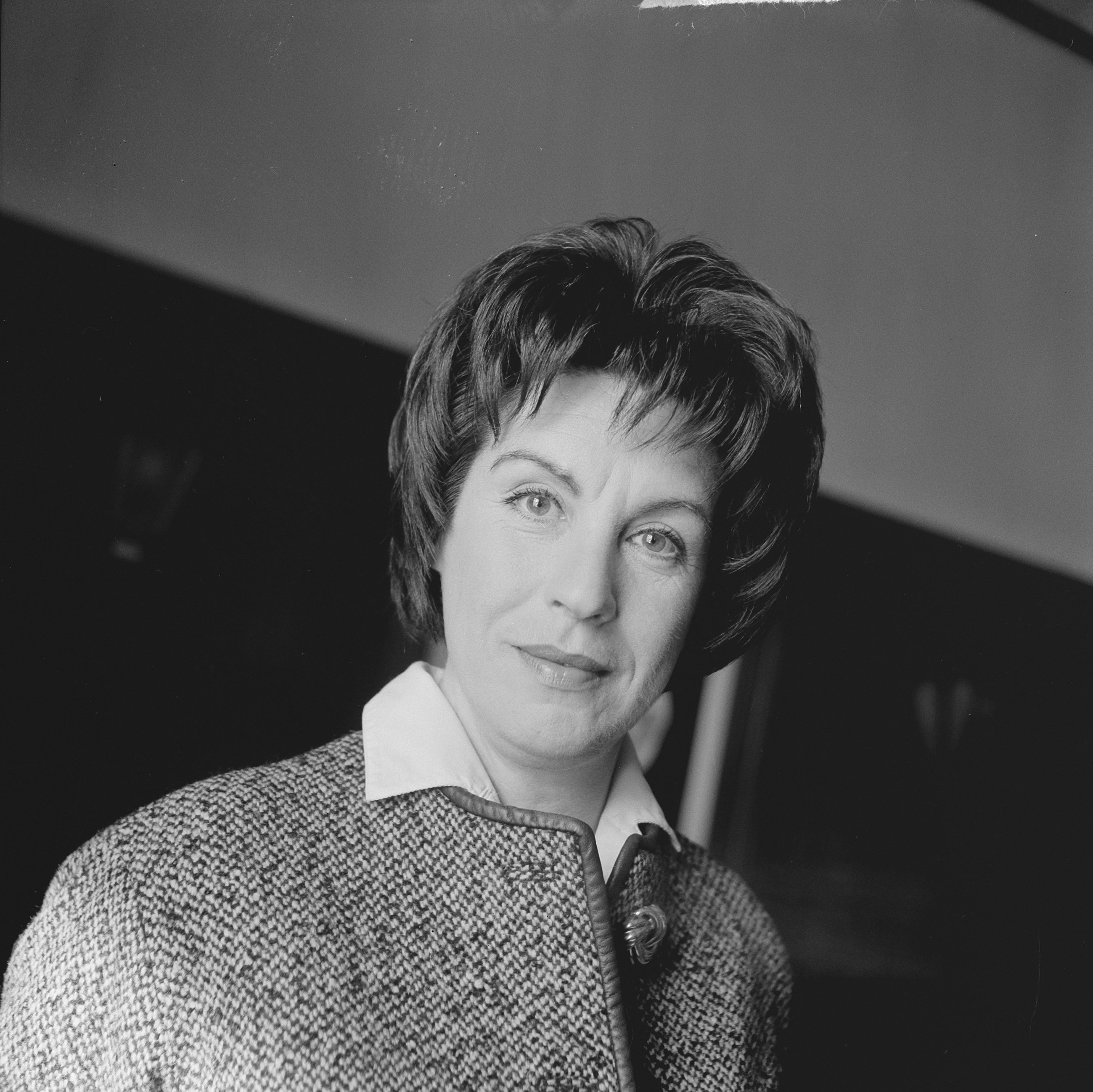
Maria Becker, 1963

Maria Becker inszeniert Jedermann als Freilichtaufführung auf dem Kirchplatz St. Peter in Zürich, Foto: Björn Lindroos, Comet Photo, ETH-Bibliothek, August 1954

Maria Else Laura Becker (* 28. Januar 1920 in Berlin; † 5. September 2012 in Uster, Kanton Zürich) war eine deutsch-schweizerische Film- und Theaterschauspielerin, -Regisseurin, Intendantin, Rezitatorin und Hörspielsprecherin österreichisch-deutscher Abstammung. Ab 1938 war sie Ensemblemitglied des Schauspielhauses Zürich. Die „Grande Dame des Schweizer Theaters“ blieb dem Haus zeitlebens verbunden.

## Leben und Wirken

### Familie

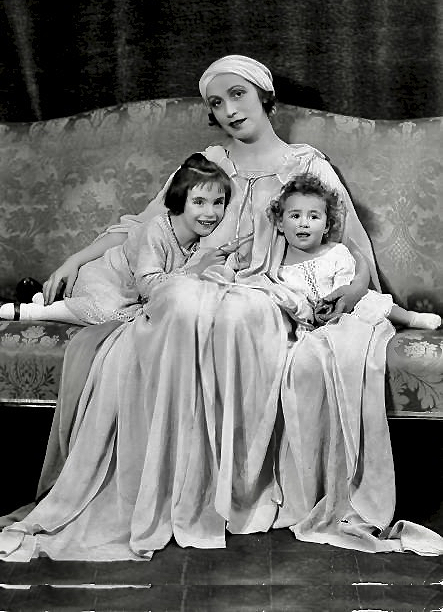
Maria Fein (Mitte) mit ihren beiden Töchtern Maria Becker (links) und Christine Becker (rechts, später Theodora „Thea“ Becker), 1924

Maria Becker war eine Tochter der österreichischen Schauspielerin und Theaterregisseurin Maria Becker, geborene Fein, und des deutschen Schauspielers Theodor Becker. Der Vater verließ die Familie zusammen mit Marias jüngerer Schwester Christine (später: Theodora „Thea“ Becker, verheiratete Humphreys), als Maria Becker vier Jahre alt war. Maria Becker wuchs bei ihrer Mutter in Berlin auf, wurde aber wegen deren beruflich bedingter Abwesenheit überwiegend von ihrer Großmutter Fanny betreut. Zu ihren Eltern entwickelte Maria Becker nie ein inniges Verhältnis, den Vater lehnte sie durch die Trennung von ihrer geliebten kleinen Schwester Christine (später: Theodora) schon früh ab.
Aus der am 21. Juli 1926 in Berlin geschlossenen dritten Ehe ihres Vaters mit der Schauspielerin Paula Elise Auguste Batzer (* 31. Dezember 1900 in Hamburg; † 10. Oktober 1931 in Schulenburg) hatte sie eine Halbschwester, Dorothea „Dörthe“ Martha Becker (* 18. Februar 1926 in Berlin; † 20. Juli 1991 in Bremen), verheiratete Zeidler. Aus der vierten, am 16. Juni 1934 geschlossenen Ehe ihres Vaters mit der Schauspielerin Helma Seitz stammt Maria Beckers Halbschwester Renate, verheiratete Schlögl.
Maria Beckers Großeltern waren der römisch-katholische Journalist und Feuilleton-Redakteur Otto Fein (* 5. März 1858 in Fălticeni, Westmoldau, Österreich-Ungarn; † 23. Januar 1912 in Wien), der in Wien und Linz u. a. für die Neue Freie Presse tätig war, und dessen Ehefrau Fanny, geborene Süssermann. Deren Sohn, der Bruder Maria Feins und Onkel Maria Beckers, war der Übersetzer Franz Fein (* 12. August 1896 in Wien; † 19. Dezember 1947 in Brissago, Kanton Tessin, Schweiz), dessen Publikationen im NS-Staat verboten waren. Ihr Onkel Franz geriet zu einer Art Ersatzvater.
1945 erfolgte die Eheschließung von Maria Becker mit dem Schweizer Schauspieler und Regisseur Robert Freitag (eigentlich Robert Freytag), wodurch sie Schweizerin wurde. Aus der Ehe gingen der 1946 geborene Christoph Freitag († 1966 durch Suizid), der 1947 geborene Oliver Tobias Freitag und der 1952 geborene Benedict Freitag hervor.
Die Ehe wurde im Jahr 1966 geschieden; beide arbeiteten jedoch nach der Scheidung weiterhin zusammen und traten bis in die 1990er Jahre gemeinsam auf, vor allem in Inszenierungen der von ihnen gegründeten Schauspieltruppe Zürich. Becker wohnte in Zürich in der Zollikerstrasse.

### Schule und Ausbildung

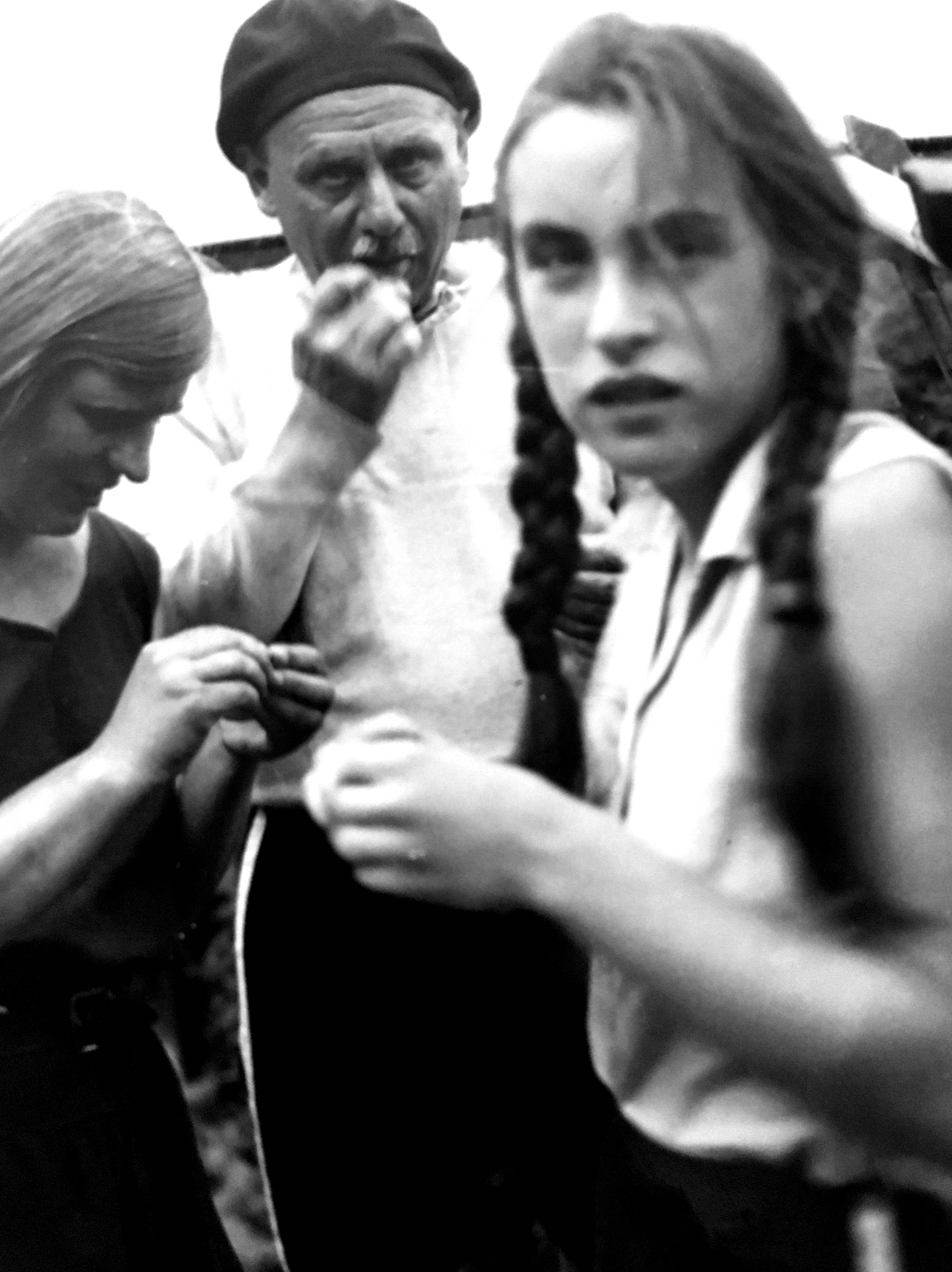
Von links: Maria Beckers Kameradschaftsführerin Erne Wehnert (1900–1985), genannt „Fock“, Schulleiter Martin Luserke und Maria Becker, Schule am Meer im Loog auf Juist, ca. 1933

Maria Becker besuchte nach einem Montessori-Kindergarten und der Volksschule im Berliner Ortsteil Moabit (Bezirk Tiergarten) ab 1930 zunächst das 1927 bis 1929 neu errichtete Kleist-Lyzeum (ehemals X. Städtisches Lyzeum) in der Levetzowstraße 3–5, eine Höhere Töchterschule, die sich das Gebäude mit der Städtischen Filmschule teilte. Bei jedem Betreten des Schulgebäudes wurde Maria Becker mit der 1927/28 durch Josef Thorak geschaffenen Plastik der Penthesilea nach Heinrich von Kleist konfrontiert.
Am 17. Januar 1931 wechselte die Zehnjährige auf die ostfriesische Nordseeinsel Juist in das von Martin Luserke geleitete reformpädagogische Landerziehungsheim Schule am Meer, ein privates Internat, das musisch und sportlich orientiert war. Dort lernte sie u. a. den gleichaltrigen Klaus Philipp Bamberger kennen, ein Kontakt, der ab den 1970er Jahren bis zum Lebensende reaktiviert werden sollte. Im dortigen Internat signierte sie z. B. die von ihr gefertigten Stundenprotokolle mit dem Namen ihrer Mutter als Maria Fein, um sich auf diese Weise von ihrem Vater Theodor Becker abzugrenzen.
In diesem abgelegen auf einer Sandbank angesiedelten preußischen Landerziehungsheim machte sie ihre ersten Theatererfahrungen in der seitens der Stiftung Schule am Meer 1930/31 durch den Berliner Architekten Bruno Ahrends errichteten Bühnenhalle, der reichsweit einzigen freistehenden Theaterhalle einer deutschen Schule, bis heute ein Unikat. Ihre Mutter Maria Fein bezeichnete Luserke während ihres Besuches der Schule am Meer als „Theatergenie“. Das erste Bühnenstück, in dem Maria Becker auftrat, wurde von Martin Luserke dramatisiert und von Eduard Zuckmayer vertont, der Maria Becker Klavierunterricht gab. Sie bezeichnete später die Zeitspanne in der Schule am Meer als die „glücklichste Zeit in ihrem Leben“. Dieses Internat habe ihr die Einsamkeit genommen und ein Gefühl der Freiheit gegeben; die Lehrer hätten die Schüler gleichberechtigt behandelt. In dieser Hinsicht sei die Schule am Meer ein Segen für sie gewesen. Sogar Maria Beckers Vater Theodor reiste begleitet von der Ehefrau Theodor Demmlers aus Berlin an, beobachtete seine Tochter jedoch nur aus der Ferne am Strand und ließ sich bei ihr nicht blicken. Darüber wurde sie im Nachhinein durch ihre Kameradschaftsführerin Erne Wehnert (1900–1985) informiert.
Am 17. Dezember 1933, am selben Tag wie ihr (jüdischer) Schulkamerad Klaus Philipp Bamberger, ging sie aufgrund des vor allem nach dem 30. Januar 1933 unerträglich werdenden Drucks Juister Nationalsozialisten (Bürgermeister bzw. NSDAP-Ortsgruppenleiter, SA und HJ) gegen alle Schüler und Lehrer jüdischer Abstammung vorzeitig von der Schule am Meer ab. Die Internatsleitung hatte die Vorgabe, keine jüdischen Schüler und Lehrer sowie generell keine Mädchen mehr zuzulassen; das Zusammenleben von Mädchen und Jungen in einem Internat war ebenso wie die Koedukation unerwünscht. Ab Januar 1934 ging sie wieder in Berlin zur Schule.
Nachdem der Intendant Max Reinhardt am 4. April 1933 nach seiner letzten Inszenierung Das große Welttheater von Hugo von Hofmannsthal vom Deutschen Theater entlassen worden war, wurde die trotz ihrer christlichen Taufe als „Volljude“ bzw. „Geltungsjude“ klassifizierte Maria Fein im Jahr 1935 aus der Reichstheaterkammer (RTK) und der Reichsfilmkammer (RFK) ausgeschlossen und durfte demzufolge unter dem neuen Intendanten Heinz Hilpert nicht mehr auftreten. Sie wich daher im Jahr 1936 mit ihrer als „Jüdischer Mischling“ klassifizierten Tochter Maria Becker nach Österreich aus. Dort durfte die Tochter trotz ihres noch jugendlichen Alters das Max Reinhardt Seminar in Wien absolvieren.
Nach der Okkupation Österreichs durch die deutsche Wehrmacht im März 1938 sahen sich Mutter und Tochter erneut gezwungen, in ein anderes Land zu wechseln.

### Engagements
Maria Fein und ihre Tochter Maria Becker reisten am 13. März 1938 zunächst in die Niederlande und über Belgien und Frankreich nach England, wo Maria Becker Sprachstudien aufnahm.
Noch im selben Jahr erhielt sie ein Engagement als Ensemblemitglied am Schauspielhaus in Zürich, an der einzigen deutschsprachigen großen Bühne, auf der in diesen Jahren noch frei gesprochen werden konnte. Dort begegnete sie Zeitgenossen wie Therese Giehse, Ernst Ginsberg, Leonhard Steckel, Karl Paryla und Carl Zuckmayer. Letzteren kannte sie bereits von der Schule am Meer auf Juist, wo dieser ab 1929 ein Theaterstück für Kinder mitentwickelt hatte, das 1931 ebenda uraufgeführt wurde. Sie nahm jedoch auch die Ablehnung der „Usswärtigen“ und des so bezeichneten „Juden- und Kommunistentheaters“ am Pfauen wahr, die eine Mehrheit der Schweizer Bürger äußerte.
Dort lernte sie den österreichisch-schweizerischen Schauspieler Robert Freitag kennen. Dieser hatte seine schauspielerische Ausbildung ebenfalls am Wiener Max Reinhardt Seminar erhalten und war seit 1941 am Zürcher Schauspielhaus tätig, das während des Zweiten Weltkriegs als Emigrantentheater einen künstlerischen Höhepunkt erlebte.
Zusammen mit ihrer Mutter besuchte sie ihre bereits im September 1933 in die Schweiz emigrierte ehemalige Lehrerin Anna Sara Reiner in der Casa Reiner in Brissago im Kanton Tessin.
Als Maria Fein 1949 mit einer eigenen Truppe auf Tournee ging, übernahm ihre Tochter Maria Becker in Giraudoux’ Elektra die Titelrolle, während die Mutter im selben Stück die Klytaimnestra verkörperte. Später hatte Becker unter anderem Engagements am Burgtheater und am Akademietheater in Wien, am Deutschen Schauspielhaus in Hamburg, am Residenztheater in München, am Düsseldorfer Schauspielhaus, am Berliner Renaissance-Theater, engagiert durch Boleslaw Barlog am Berliner Schillertheater und bei den Salzburger Festspielen.
Im Jahr 1951 wurde Maria Becker mit dem Deutschen Kritikerpreis geehrt.

### Bildergalerie Rollen

Maria Becker und Helen Vita in der Freilichtaufführung von Doña Diana im Rieterpark Zürich, Foto: Comet Photo, ETH-Bibliothek, 1950
Maria Becker in der Freilichtaufführung von Doña Diana im Rieterpark Zürich, Foto: Ders.
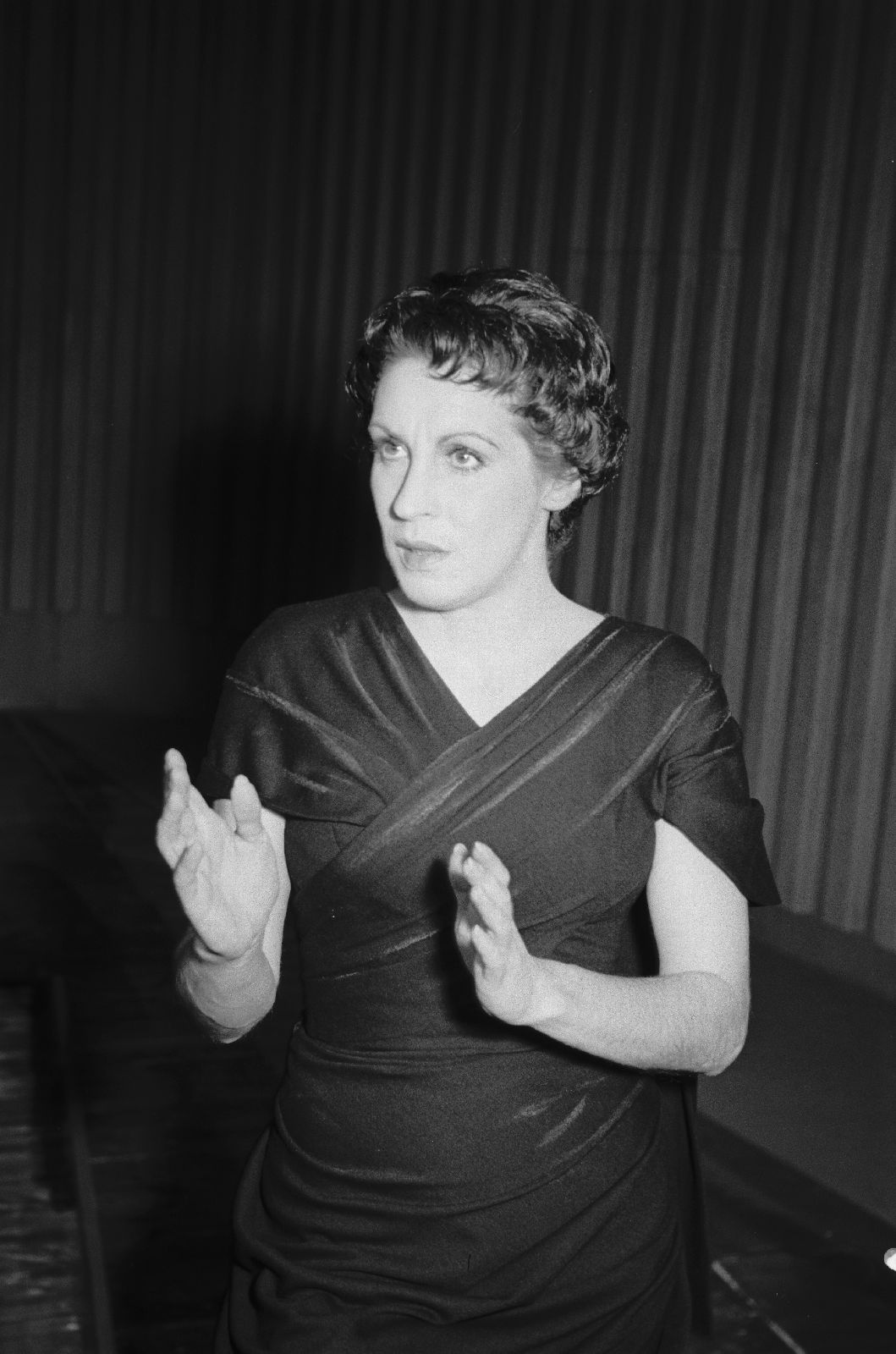
Maria Becker in der Titelrolle des Stücks Antigone von Sophokles am Berliner Schillertheater, Foto: Abraham Pisarek, Deutsche Fotothek, 31. August 1953
Maria Becker inszeniert Jedermann als Freilichtaufführung im St. Peterhofstatt, Foto: Comet Photo, ETH-Bibliothek, 1954

### Gründung der Schauspieltruppe Zürich

Premierenfeier zu Frank der Fünfte, Therese Giehse, Friedrich Dürrenmatt, Maria Becker, im Hintergrund: Peter Schifferli, Foto: Comet Photo, ETH-Bibliothek, 19. März 1959

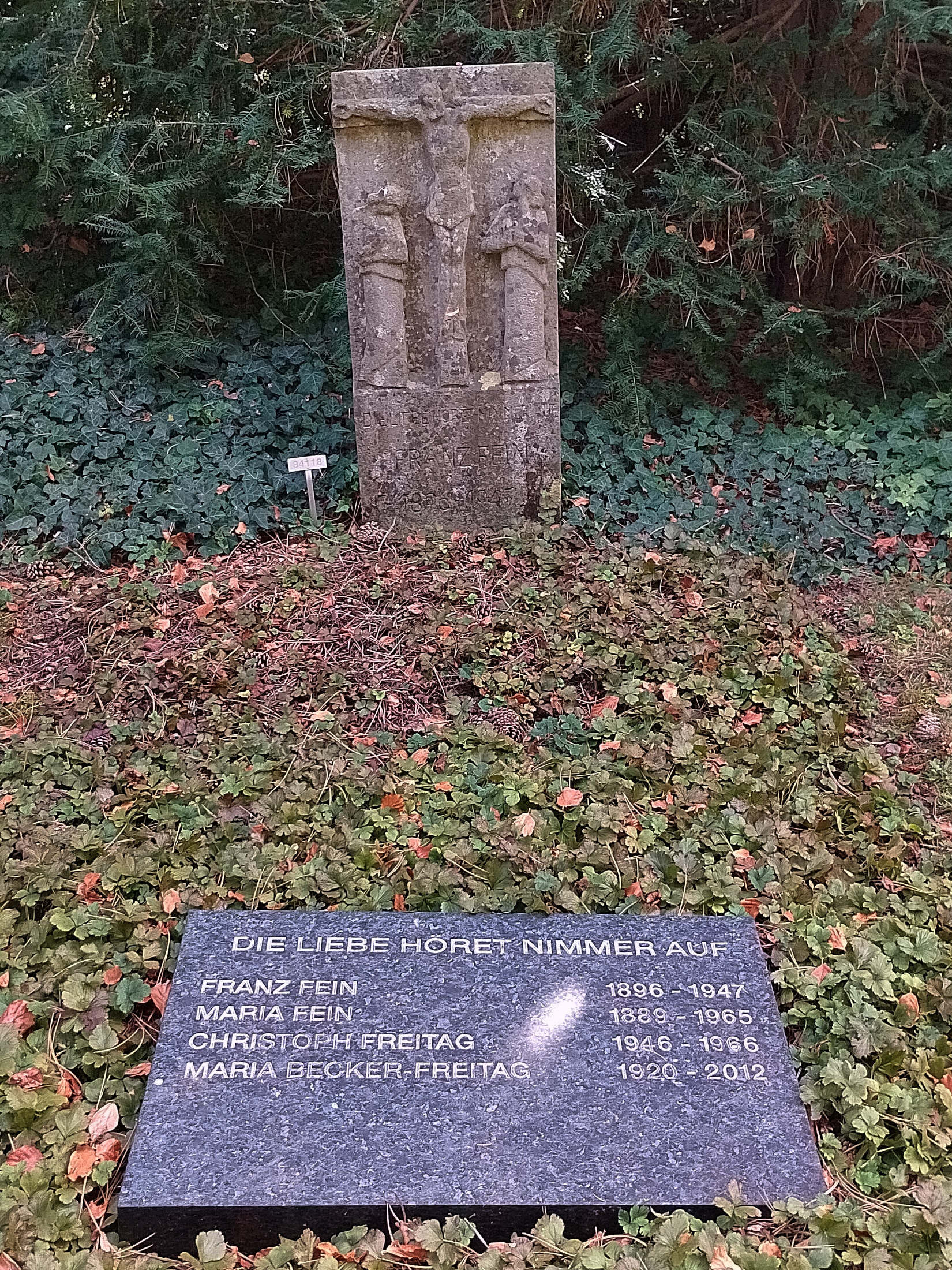
Grab, Friedhof Enzenbühl, Zürich

Zusammen mit ihrem Ehemann Robert Freitag und dem deutschen Theaterschauspieler Will Quadflieg gründete Becker am 30. Januar 1958 in Berlin das Tourneetheater Die Schauspieltruppe Zürich (auch: Zürcher Schauspieltruppe), mit der sie auf zahlreiche Tourneen durch Europa und in Übersee ging und auch in Kanada und in den Vereinigten Staaten auftrat. Dabei übernahm sie oft die Regie.
Im Jahr 1965 erhielt sie die höchste Auszeichnung des Schweizer Theaters, den Hans-Reinhart-Ring.
International bekannt wurde Becker vor allem durch Interpretationen großer Frauengestalten (Elektra, Johanna von Orléans, Iphigenie), durch Hörspielbearbeitungen der BBC in London und durch Rollen in Stücken von Euripides, Johann Wolfgang von Goethe und George Bernard Shaw.
Maria Becker spielte in den Uraufführungen von Wolfgang Hildesheimers Tragödie Maria Stuart, in Helga Krolewskis Ein Sonderfall (1971), von Rolf Hochhuths Die Hebamme (1971), in Jean-Paul Sartres Die Fliegen und von Edward Albees Wer hat Angst vor Virginia Woolf?, in Brechts Der gute Mensch von Sezuan und Dürrenmatts Der Blinde. Sie verkörperte die Präsidentin in Bernhards Der Präsident und die Sarah Bernhardt in Murrells (1945–2019) Memoir.
Ihre Darstellung des Mephisto am Münchner Residenztheater, eine Figur, die sie als erste bekannte Schauspielerin verkörperte, erregte Aufsehen.
In Deutschland wirkte sie zudem an zahlreichen Hörspielproduktionen mit, unter anderem beim RIAS, beim Westdeutschen Rundfunk und Norddeutschen Rundfunk. Auch in Filmen und im Fernsehen war Becker oft zu sehen; einem breiten Publikum wurde sie durch ihre Auftritte in Fernsehserien wie Der Kommissar, Der Alte und Derrick bekannt. Neben dem Schauspielberuf widmete sie sich später auch der Regietätigkeit, vor allem im „Familienunternehmen“ Schauspieltruppe Zürich, deren Leitung sie später innehatte. Dort trat auch ihr Sohn Benedict Freitag auf, der das Ensemble in den 1980er Jahren zunächst gemeinsam mit ihr leitete und schließlich 1987 die alleinige Leitung übernahm.
Maria Becker fühlte sich nicht wohl damit, schließlich in Stücken von Esther Vilar spielen zu müssen. Ab Ende der 1980er Jahre bekam Maria Becker vom Zürcher Schauspielhaus unter Gerd Leo Kuck keine Angebote mehr.
Im Jahr 1992 wurde sie durch den deutschen Bundespräsidenten Richard von Weizsäcker mit dem Verdienstkreuz 1. Klasse des Verdienstordens der Bundesrepublik Deutschland ausgezeichnet. Im Jahr 1997 wurde sie auf Lebenszeit mit dem Louise-Dumont-Topas geehrt. 1999 erhielt sie den STAB-Jahrespreis der schweizerischen Stiftung für Abendländische Besinnung und 2005 die Goldene Ehrenmedaille des Regierungsrates des Kantons Zürich, 2011 die Ehrung für ihr Lebenswerk seitens der Armin-Ziegler-Stiftung als „zweifellos eine der bedeutendsten Schauspielerinnen deutscher Sprache“.
Ihre Rezitationen von Lyrik und Prosa, die sie auf Vortragsabenden präsentierte, sind auf zahlreichen Sprechplatten dokumentiert. 2009 erschien ihre Autobiografie unter dem Titel Schließlich ist man doch jeden Abend ein anderer Mensch – Mein Leben.

### Würdigungen ihrer Leistungen
Becker gilt als „eine der bedeutendsten Charakterdarstellerinnen des deutschen Theaters im 20. Jahrhundert“, als „eine der Ikonen des Theaters der fünfziger und frühen sechziger Jahre“, als „klassische Tragödin, aber auch im komischen Fach bedeutend“, als „letzte lebende Legende der großen Zürcher Schauspielhaus-Ära während des Dritten Reichs“, als „Grande Dame des Schweizer Theaters“, als „letzte große Tragödin“, als „Herrin ihrer selbst“.
Mit ihrer Schauspielerkollegin Anne-Marie Blanc verband sie eine langjährige Freundschaft. Maria Becker verstarb im Alter von 92 Jahren. Sie wurde auf dem Zürcher Friedhof Enzenbühl im angrenzenden Gemeindegebiet von Zollikon beigesetzt und ruht dort an der Seite ihrer Mutter Maria Fein, ihres ersten Sohnes Christoph und ihres Onkels, des Schriftstellers und Übersetzers Franz Fein.

## Werk

### Filmografie
- 1940: Ist Dr. Ferrat schuldig? (Dilemma)
- 1956: Vor Sonnenuntergang
- 1956: Ercole
- 1958: Jedermann
- 1960: Emilia Galotti
- 1960: Ein Monat auf dem Lande
- 1960: Wilhelm Tell
- 1961: Rosmersholm
- 1964: König Richard III.
- 1965: Der Kardinal von Spanien
- 1965: Der König stirbt
- 1966: Theater und Gesellschaft – Rollenbilder im Wandel der Jahrhunderte: Nora oder Die emanzipierte Frau
- 1968: Auf der Lesebühne der Literarischen Illustrierten: Enthüllung
- 1970: Recht oder Unrecht: Prozeß Mariotti
- 1970: Stückgut
- 1971: Kassandra
- 1972: Der Kommissar: Schwester Ignatia
- 1974: Mary Stuart
- 1975: Der Kommissar: Ein Mord nach der Uhr
- 1976: Die Prinzipalin – Maria Becker: Leben fürs Theater (ZDF-Fernsehportrait)[58]
- 1977: Ein Glas Wasser
- 1980: Liebe bleibt nicht ohne Schmerzen
- 1980: Der Alte: Magdalena
- 1981: Der Alte: Bis daß der Tod uns scheidet
- 1983: Katzenspiel
- 1990: Wings of Fame
- 1991: Der Alte: Der Geburtstag der alten Dame
- 1991: Zauber der Venus
- 1995: Derrick: Kostloffs Thema
- 1996: Derrick: Ruth und die Mörderwelt
- 1996: Derrick: Bleichröder ist tot
- 1998: Derrick: Herr Kordes braucht eine Million
- 1998: Derrick: Das Abschiedsgeschenk
- 1998: Effis Nacht
- 2001: Siska: Das Böse an sich
- 2007: O mein Papa – Das Leben des Komponisten Paul Burkhard
- 2008: Um Himmels Willen – Weihnachten in Kaltenthal[59]

### Hörspiele (Auswahl)
- 1950: Federico García Lorca: Bluthochzeit (Braut) – Regie: Hanns Korngiebel (Hörspielbearbeitung – RIAS Berlin)
- 1953: Carl Zuckmayer: Ulla Winblad oder Musik und Leben des Carl Michael Bellmann (Charlotte von Schröderheim) – Regie: Walter Ohm (Hörspiel – BR/RB/SWF)
- 1955: Rudolf Bayr: Agamemnon muß sterben (Klytämnestra) – Regie: Hans Conrad Fischer (Hörspiel – SFB)
- 1956: Heinrich von Kleist: Penthesilea (Penthesilea) – Regie: Wilhelm Semmelroth (Hörspiel – WDR)
- 1958: William Shakespeare: König Lear (Goneril) – Regie: Wilhelm Semmelroth (Hörspielbearbeitung – WDR)
- 1960: Paul Claudel: Mittagswende (Yse) – Regie: Robert Freitag (Hörspielbearbeitung – Saarländischer Rundfunk, Schweizer Radio DRS, BR)
- 1964: Jacques Audiberti: Die Zimmerwirtin (Madame Cirque) – Regie: Wolfgang Spier (Hörspielbearbeitung – RIAS Berlin)
- 1966: Hilde Sießl: Ich und niemand sonst – Regie: Cläre Schimmel (Original-Hörspiel – Süddeutscher Rundfunk)
- 1976: Peter Hacks: Ein Gespräch im Hause Stein über den abwesenden Herrn von Goethe (Frau von Stein) – Regie: Friedhelm Ortmann (Hörspielbearbeitung, Monolog – WDR)
- 1977: Wolfgang Hildesheimer: Biosphärenklänge – Regie: Ferry Bauer (Original-Hörspiel, Science-Fiction-Hörspiel – ORF Oberösterreich)
- 1989: Saul O’Hara: Heiraten ist immer ein Risiko (Lydia Barley) – Regie: Lilian Westphal (Hörspiel, BR)
- 2006: Rolf Schneider: Nach der Liebelei – Regie: Götz Fritsch

## Auszeichnungen
- 1951: Deutscher Kritikerpreis[40]
- 1961: Preis vom Verband der deutschen Kritiker
- 1965: Hans-Reinhart-Ring[44][45] der Schweizerischen Gesellschaft für Theaterkultur
- 1992: Verdienstkreuz 1. Klasse des Verdienstordens der Bundesrepublik Deutschland[2]
- 1997: Louise-Dumont-Topas[47]
- 1999: STAB-Jahrespreis der schweizerischen Stiftung für Abendländische Besinnung[48]
- 2005: Goldene Ehrenmedaille des Regierungsrates des Kantons Zürich[49]
- 2011: Ehrung für ihr Lebenswerk durch die Armin-Ziegler-Stiftung als „zweifellos eine der bedeutendsten Schauspielerinnen deutscher Sprache“[50]

## Buchpublikationen (Auszug)
- mit Will Quadflieg, Robert Freitag: Die Schauspieltruppe Will Quadflieg, Maria Becker, Robert Freitag zeigt: Penthesilea. Trauerspiel von Heinrich von Kleist. Uraufführung der ursprünglichen vom Dichter diktierten und eigenhändig verbesserten Fassung des Werkes. Die Schauspieltruppe (Selbstverlag), Zürich 1962.
- mit Robert Freitag: Die Schauspieltruppe Zürich. Die Schauspieltruppe (Selbstverlag), Zürich 1968.
- mit Maria Sebaldt: Essen und trinken und fröhlich sein. Lieblingsgerichte von Maria Becker & Maria Sebaldt. Wado, Zürich 1997, ISBN 978-3-7286-0117-9.
- mit Regina Carstensen: Schließlich ist man doch jeden Abend ein anderer Mensch – Mein Leben (Autobiografie). Pendo, Zürich 2009, ISBN 978-3-86612-233-8.

## Interviews (Auszug)
- Elisabeth Bachtler: Solange es Menschen geben wird, solange wird es Theater geben (1972). In: Deutsche Welle, auf: dw.com
- Elfriede Jelinek: Interview mit Maria Becker 1976. In: André Müller: Entblößungen. Goldmann Taschenbuch 3887, Wilhelm Goldmann Verlag, München 1979, ISBN 3-442-03887-1, auf: elfriedejelinek.com
- Barbara Lukesch: Unterwegs mit Maria Becker. In: Annabelle, 27. April 2001, auf: lukesch.ch

## Mitgliedschaften
- Akademie der Künste, Berlin
- Genossenschaft Deutscher Bühnen-Angehöriger (GDBA)
- Schweizerischer Bühnenkünstler- und Bühnenkünstlerinnenverband (SBKV)[1]